# Темирівка
Теми́рівка — село в Україні, у Гуляйпільській міській громаді Пологівського району Запорізької області. Населення становить 618 осіб. До 2017 орган місцевого самоврядування - Темирівська сільська рада, з 2020 року село увійшло до Гуляйпільської міської громади.

## Географія
Село Темирівка розташовано на правому березі невеликої пересихаючої річки, біля її витоків, на протилежному березі — село Обратне. На південно-західній околиці села бере початок Балка Вербова. Темирівка розташована на стику трьох областей: Запорізької, Донецької та Дніпропетровської. Є частиною Запорізької, а саме Пологівського району.
Розташована за 58 км автомобільними дорогами на північний схід від районного центру. До залізничної станції Гуляйполе  42 км.

## Історія
Село засновано в 1823-1825 рр. переселенцями з Воронезької губернії.
12 червня 2020 року, відповідно до розпорядження Кабінету Міністрів України № 713-р «Про визначення адміністративних центрів та затвердження територій територіальних громад Запорізької області», увійшло до складу Гуляйпільської міської громади.
19 липня 2020 року, у результаті адміністративно-територіальної реформи та ліквідації Гуляйпільського району, село увійшло до складу Пологівського району.
15 березня 2024 року військовослужбовці РФ здійснили 192 артудари по території Гуляйполя, Роботиного, Новодарівки, Малинівки, Малої Токмачки, Новоданилівки, Темирівки, Долинки, Вербового та Червоного.

## Населення
Згідно з переписом УРСР 1989 року чисельність наявного населення села становила 638 осіб, з яких 272 чоловіки та 366 жінок.
За переписом населення України 2001 року в селі мешкало 609 осіб.

### Мова
Розподіл населення за рідною мовою за даними перепису 2001 року:
| Мова       | Відсоток |
| ---------- | -------- |
| українська | 90,45 %  |
| російська  | 8,90 %   |
| молдовська | 0,32 %   |
| гагаузька  | 0,16 %   |

## Економіка
- «Мир», ПСП.

## Об'єкти соціальної сфери
- НВК.
- Дитячий садочок.
- Будинок культури.
- Фельдшерсько-акушерський пункт.

## Відомі люди
- Рачинський Іван Іванович (1861—1921) — композитор і критик.